# Russ Hodge
Russ Hodge (eigentlich Russell Arden Hodge; * 12. September 1939 in Monticello, New York) ist ein ehemaliger US-amerikanischer Zehnkämpfer.
1963 wurde er Vierter bei den Panamerikanischen Spielen in São Paulo und 1964 Neunter bei den Olympischen Spielen in Tokio.
Am 24. Juli 1966 stellte er in Los Angeles mit 8230 Punkten einen Weltrekord auf.
1971 gewann er Silber bei den Panamerikanischen Spielen in Cali.
Seine Mutter war die Hochspringerin Alice Arden.